# François Spinelli
François Spinelli (Milan, 14 avril 1853 - Rivolta d'Adda, 6 février 1913) est un prêtre catholique italien, fondateur des congrégations des Sœurs sacramentines et des Adoratrices du Saint-Sacrement. Vénéré comme saint par l'Église catholique, il est commémoré le 6 février selon le Martyrologe romain.

## Biographie
Francesco Spinelli est issu d'une famille modeste, travaillant au service des marquis Stanga. Manifestant dès son plus jeune âge son désir de devenir prêtre, il part à Bergame faire son éducation avant d'intégrer le séminaire. C'est pendant ce temps qu'il fera la connaissance du bienheureux Louis Marie Palazzolo, auprès duquel il apprend beaucoup, et l'aide dans ses œuvres. Ordonné prêtre le 17 octobre 1875, Francesco Spinelli se rend peu après à Rome, à l'occasion de l'Année sainte, et vivra une expérience spirituelle dans la Basilique Sainte-Marie-Majeure. Selon ses dires, alors qu'il était en prière, il aurait eu une vision de nombreuses jeunes filles se consacrant à l'adoration de Jésus dans le Saint-Sacrement.
Deux ans plus tard son intuition prend forme. Avec trois jeunes femmes, menées par sainte Gertrude Comensoli, il fonde la communauté des Sœurs sacramentines, vouées à l'éducation des jeunes filles pauvres et à une vie tournée vers l'adoration eucharistique. Alors que les débuts de l'œuvre sont fructueux, en 1889, Francesco Spinelli est contraint de quitter le diocèse et sa congrégation à la suite d'une série de calomnies. Sans réclamer justice, il obéit et trouve refuge au couvent des Sacramentines de Rivolta d'Adda.
Malgré une grande misère financière, Francesco Spinelli encouragent les quelques religieuses à poursuivre la vie de la congrégation, au prix de nombreux sacrifices. En 1892, sa congrégation est contrainte d'être divisée en deux. La communauté de Bergame devient indépendante, guidée par Gertrude Comensoli, tandis que la communauté de Rivolta devient la congrégation des Adoratrices du Saint-Sacrement. Alors qu'on tentait de démanteler son œuvre, Francesco Spinelli resta patient et ne cessa d'encourager ses religieuses. Bientôt, sa congrégation s'étendit à travers toute l'Italie, le Congo[Lequel ?], le Sénégal, la Colombie et l'Argentine. En parallèle, depuis qu'il était arrivé à Rivolta, il menait son ministère notamment auprès des malades, des pauvres et des marginaux. Il mourut au milieu de ses religieuses le 6 février 1913.

## Vénération

### Béatification

#### Enquête sur les vertus

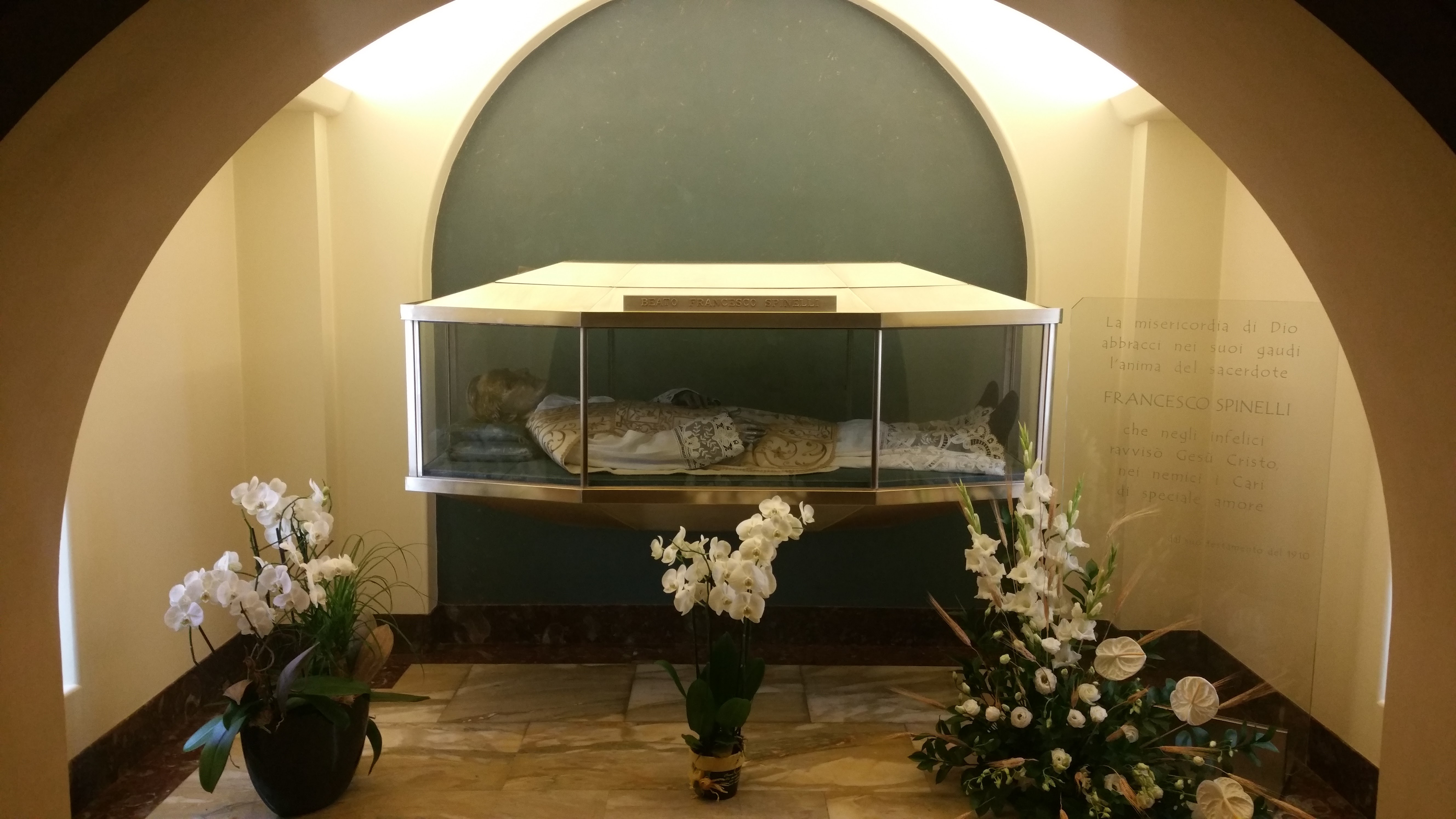
Châsse de saint François Spinelli

La cause pour la béatification et la canonisation de Francesco Spinelli débute le 25 janvier 1952 à Crémone. L'enquête diocésaine est ensuite envoyée à Rome afin d'y être étudiée par la Congrégation pour les causes des saints.
Au terme de l'enquête canonique, c'est le 3 mars 1990 que le pape Jean-Paul II reconnaît qu'il a pratiqué héroïquement les vertus chrétiennes, et lui décerne donc le titre de vénérable.

#### Reconnaissance d'un miracle
À la suite de la reconnaissance comme authentique par une commission médicale et théologique d'une guérison inexplicable attribuée à l'intercession de Francesco Spinelli, le pape signe le décret de reconnaissance le 2 juin 1992, permettant sa béatification.
Moins d'un mois plus tard, le 21 juin, Francesco Spinelli est proclamé bienheureux, au cours d'une cérémonie solennelle célébrée dans la Basilique Santa Maria delle Fonte à Caravaggio, par le pape Jean-Paul II.

### Canonisation

#### Second miracle
Le 6 mars 2018, à la suite de la reconnaissance d'un second miracle, le pape François a signé le décret de canonisation. Francesco Spinelli est proclamé saint lors d'une cérémonie qui fut célébrée le 14 octobre 2018 à Rome, durant le synode des jeunes, par le pape François.